# إبراهيم داود (كاتب)
إبراهيم داود كاتب وشاعر وقاص وصحفي مصري وُلد في 15 سبتمبر عام 1961 في قرية هورين في بركة السبع بمحافظة المنوفية، وتخرج من كلية التجارة بجامعة طنطا عام 1983، ثم التحق بالعمل في مجال الصحافة، فعمل في مكتب جريدة الوطن الكويتية بالقاهرة، ثم عمل سكرتيرا لتحرير «مجلة أدب ونقد» التي تصدر عن حزب التجمع في الفترة بين عامي 1990 حتى 1993، ثم عمل في مجلة الهلال في الفترة ما بين عاميّ 1993 و1995، وعمل محررا عاما لجريدة الدستور بدءًا من عام 1995، وحتى اغلاقها، وعمل في جريدة الأهرام منذ عام 1998، وشغل فيها منصب مدير تحرير جريدة الأهرام، كما شغل منصب رئيس تحرير مجلة ديوان، ويشغل حاليًا منصب رئيس تحرير مجلة إبداع الثقافية منذ عام 2017، ويكتب عمودًا يوميا في جريدة اليوم السابع.

## مؤلفاته
ألف إبراهيم داود العديد من المؤلفات التي تنوعت ما بين الدواوين الشعرية، والمجموعات القصصية، ومنها:
- طبعًا أحباب - جولة في حدائق الصادقين (شعر)
- مطر خفيف في الخارج (شعر): صدر عام 1993 عن دار شرقيات للنشر والتوزيع بالقاهرة.[3]
- الشتاء القادم (شعر): صدر عام 1996 عن الهيئة المصرية العامة للكتاب بالقاهرة.[4]
- يبدو أنني جئت متأخرا (شعر): صدر عام 1997 عن دار ميريت للنشر والتوزيع بالقاهرة.[5]
- خارج الكتابة (رواية): صدرت عام 2002 عن دار ميريت للنشر والتوزيع بالقاهرة.[6]
- حالة مشي (شعر): صدر عام 2007 عن دار ميريت للنشر والتوزيع بالقاهرة.[7]
- تفاصيل وتفاصيل أخرى (شعر): صدر عام 2008 عن الهيئة المصرية العامة للكتاب بالقاهرة ضمن مشروع مكتبة الأسرة.[8]
- ست محاولات (شعر): صدر عام 2009 عن دار فكرة للنشر والتوزيع بالقاهرة، ويحتوي على ستة محاولات شعرية للشاعر إبراهيم داود.[9]
- الجو العام (مجموعة قصصية): صدرت عام 2011 عن عن دار ميريت للنشر والتوزيع بالقاهرة، وفازت بجائزة ساويرس للثقافة في القصة القصيرة فرع كبار الكتاب عام 2012.[10]
- أنت في القاهرة (شعر): صدر عام 2014 عن دار ميريت للنشر والتوزيع بالقاهرة.[11]
- كن شجاعا هذه المرة (شعر): صدر عام 2020 عن .[12]

## الجوائز والتكريمات
حظي الكاتب إبراهيم داود بتكريم العديد من الجهات المحلية والعربية، وحصل على عدد من الجوائز الأدبية، والتي من أهمها:
- جائزة ساوريس للثقافة في الرواية فرع شباب الكتاب عن روايته «كيرياليسون» عام 2009.[13]
- جائزة أفضل ديوان شعر في معرض القاهرة الدولى للكتاب عام 2015 ،عن ديوانه «أنت في القاهرة».